# Kuźnica (Police)
Kuźnica (też Kużnica koło Duchowa, do 1945 niem. Schmiede bei Duchow) – część miasta Police, dawniej osiedle w przy drodze wojewódzkiej nr 114 (Stare Miasto–Jasienica).

## Historia
Na początku XX w. istniała tu kuźnia do podkuwania koni i naprawy wozów, dyliżansów, powstał też zakład kołodziejski. W 1936 r. wykopano tu ujęcie wody.
W czasie II wojny światowej osada ucierpiała przez ataki lotnicze na pobliską Fabrykę benzyny syntetycznej. Została zajęta w kwietniu 1945 r. przez wojska radzieckie (2 Front Białoruski – 2 Armia Uderzeniowa), a została oddana pod administrację polską we wrześniu 1946 r., po likwidacji tzw. Enklawy Polickiej.
Pierwsi polscy osadnicy pojawili się tu na krótko przed końcem 1946 r., lecz nieremontowane obiekty popadły w ruinę i osada opustoszała. Rozebrano ją ostatecznie w latach 50. Na terenie osiedla wybudowano w latach 60. XX wieku Zakłady Chemiczne Police. Od nazwy osiedla powstała nazwa ulicy (ul. Kuźnicka), przy której znajduje się fabryka.
Nazwę Kuźnica wprowadzono urzędowo w 1947 roku.